# Cephalurus cephalus
Cephalurus cephalus är en hajart som först beskrevs av Gilbert 1892.  Cephalurus cephalus ingår i släktet Cephalurus och familjen rödhajar. IUCN kategoriserar arten globalt som otillräckligt studerad. Inga underarter finns listade i Catalogue of Life.